# Воттрих, Эндрик
Эндрик Воттрих (нем. Endrik Wottrich; 13 октября 1964, Целле, ФРГ — 26 апреля 2017, Берлин, Германия) — немецкий оперный певец (тенор).

## Биография
Обучался игре на скрипке в Консерватории Вюрцбурга, брал уроки вокала у Ингеборги Халльштайн. Получил профессиональное образование в нью-йоркской школе Джуллиард у Дэниэля Ферро.
В 1992 г. дебютировал в Государственном театре Висбадена, а с 1993 по 1999 годы выступал на сцене оперного театра «Унтер ден Линден» в Берлине. В 1996 г. впервые участвовал в Вагнеровском фестивале и с тех пор часто выступал в театре на Зелёном холме. В том же году состоялся дебют Воттрича в Карнеги-Холле в Нью-Йорке. Выступал во многих известных оперных театрах, в том числе в Дрездене, Милане, Лондоне, Лейпциге, Токио, Мюнхене, Вене, в том числе совместно с Берлинским филармоническим оркестром, Чикагским симфоническим оркестром и Венским филармоническим оркестром.
С 2002 г. преподавал вокал в Консерватории Вюрцбурга.
Наибольшую известность получил в партиях в операх Вагнера. В частности, на сцене театра Semperoper в Дрездене он исполнял главную роль в опере «Парсифаль», в миланском театре «Ла Скала» пел в «Тангейзере», в Неаполе — роль Тристана.